# سفارة اليابان في بوليفيا
سفارة اليابان في بوليفيا هي أرفع تمثيل دبلوماسي لدولة اليابان لدى بوليفيا. تقع السفارة في لاباز وهي تهدف لتعزيز المصالح اليابانية في بوليفيا.

## وصلات خارجية
- الموقع الرسمي
- قائمة سفارات اليابان
- قائمة السفارات في بوليفيا